# Чарлз Микс
Окръг Чарлз Микс (на английски: Charles Mix County) е окръг в щата Южна Дакота, Съединени американски щати. Площта му е 2979 km², а населението - 9428 души (2017). Административен център е град Лейк Андийз.